# Surinaamse parlementsverkiezingen 2015/Kandidatenlijst/PALU
Dit is de lijst van kandidaten voor de Surinaamse parlementsverkiezingen 2015 van de partij PALU. De verkiezingen vonden plaats op 25 mei 2015. De landelijke partijleider was Jim Hok.
De onderstaande deelnemers kandideerden op grond van het districten-evenredigheidsstelsel voor een zetel in De Nationale Assemblée. Elk district had een eigen lijsttrekker. Los van deze lijst vonden tegelijkertijd de verkiezingen van de ressortraden plaats. Daarvoor gold het personenmeerderheidsstelsel. De kandidaten voor de ressortraden staan hieronder niet genoemd. De PALU deed in 4 districten van Suriname mee aan de verkiezingen.

## Lijsten
Hieronder volgen de kandidatenlijsten op alfabetische volgorde per district, met het aantal stemmen per kandidaat.

### Coronie- 445
1. Anton Reinier Paal - 414
2. Cleon Jacques Alfonsus Gonsalves Jardin de Ponte - 31

### Paramaribo- 1000
1. Henk Radjinder Ramnandanlal - 355
2. Centhia Norma Rozenblad - 70
3. Furgell Cerezo Pinas - 38
4. Ernestina Hélène Rasoelan Gödeken     - 31
5. Egbertus Vincent Lienga - 10
6. Arthur Percy Radjen Amsterdam - 62
7. Abuna Ismaiel Ousman Boyer - 24
8. Woei Hioeng Henkie Chin - 13
9. Antusha Devie Nandita Paltantewari - 21
10. Melvin Roberto Hijnes - 22
11. Randall Eric Kisoor - 48
12. Pernell Otmar Percy Glorie - 21
13. Cedric Alfred Gemerts - 85
14. Stefanie     Gracia Tjong A Jong - 31
15. Toshiro Randhir Schillevoort - 33
16. Marzia Sheirhoeniza Soeleman - 21
17. Jimmy Kenneth Hok - 115

### Saramacca- 143
1. Jaiwansingh Gajadien - 87
2. Lydia Marinem Padmonatpodo - 35
3. Menisha Devika Mohan - 21

### Wanica- 148
1. Reina Josephina Cirino - 67
2. Viren Shaileshkumar Mangal - 22
3. Roëla Jean Muntslag - 6
4. Sascia Juliette Zeegelaar - 27
5. Soereshchander Baidju - 6
6. Mahenderpersad Autar - 20

Kandidaten per alliantie/partij: AC · 
ANC · 
APS · 
DOE · 
DRS · 
MF · 
NDP · 
NOP · 
PING · 
PALU · V7